# Omocestus
Omocestus is een geslacht van rechtvleugeligen uit de familie veldsprinkhanen (Acrididae). De wetenschappelijke naam van dit geslacht is voor het eerst geldig gepubliceerd in 1878 door Bolívar.

## Soorten
Het geslacht Omocestus omvat de volgende soorten:
- Omocestus defauti Sardet & Braud, 2007
- Omocestus fontanai Massa, 2004
- Omocestus laojunshanensis Mao & Xu, 2004
- Omocestus maershanensis Mao & Xu, 2004
- Omocestus peliopteroides Zheng, Dong & Xu, 2011
- Omocestus pinanensis Zheng & Xie, 2001
- Omocestus qinghaiuensis Zheng & Xie, 2001
- Omocestus xinjiangensis Liu, 1995
- Omocestus zhenglanensis Zheng & Han, 1998
- Omocestus alluaudi Uvarov, 1927
- Omocestus antigai Bolívar, 1897
- Omocestus bolivari Chopard, 1939
- Omocestus femoralis Bolívar, 1908
- Omocestus lecerfi Chopard, 1937
- Omocestus lepineyi Chopard, 1937
- Omocestus minutissimus Brullé, 1832
- Omocestus navasi Bolívar, 1908
- Omocestus uhagonii Bolívar, 1876
- Omocestus caucasicus Tarbinsky, 1930
- Omocestus africanus Harz, 1970
- Omocestus aymonissabaudiae Salfi, 1934
- Omocestus cuonaensis Yin, 1984
- Omocestus demokidovi Ramme, 1930
- Omocestus enitor Uvarov, 1925
- Omocestus haemorrhoidalis Charpentier, 1825
- Omocestus harzi Nadig, 1988
- Omocestus heymonsi Ramme, 1926
- Omocestus hubeiensis Wang & Li, 1994
- Omocestus lopadusae La Greca, 1973
- Omocestus lucasii Brisout de Barneville, 1850
- Omocestus megaoculus Yin, 1984
- Omocestus minutus Brullé, 1832
- Omocestus motuoensis Yin, 1984
- Omocestus nadigi Harz, 1987
- Omocestus nanus Uvarov, 1934
- Omocestus nigripennus Zheng, 1993
- Omocestus nyalamus Xia, 1981
- Omocestus panteli Bolívar, 1887
- Omocestus petraeus Brisout de Barneville, 1855
- Omocestus raymondi Yersin, 1863
- Omocestus rufipes Zetterstedt, 1821
- Omocestus simonyi Krauss, 1892
- Omocestus tibetanus Uvarov, 1939
- Omocestus tzendsureni Günther, 1971
- Omocestus uvarovi Zanon, 1926
- Omocestus viridulus Linnaeus, 1758
- Omocestus znojkoi Mishchenko, 1951